# Hemichroa australis
Hemichroa australis is een vliesvleugelig insect uit de familie van de bladwespen (Tenthredinidae). De wetenschappelijke naam van de soort is voor het eerst geldig gepubliceerd in 1823 door Serville.

## Kenmerken
Vrouwelijke exemplaren van Hemichroa australis worden 5 tot 8 mm en mannelijke exemplaren 5 tot 6 mm. Bij het vrouwtje zijn de kop en het mesonotum en de onderkant van de antennes oranjerood, terwijl de onderkant van de thorax en de buik volledig zwart zijn. De costa is geel met het stigma en de resterende nerven donker. Bij het mannetje zijn de antennes op een dezelfde manier onderaan rood en met een donkere stigma.
Larven voeden zich met els (Alnus) en berk (Betula).
Deze bladwesp lijkt op Hemichroa crocea, die een feloranje buik en poten heeft.